# Małgorzata Glinka
Małgorzata "Maggie" Barbara Glinka-Mogentale (Varsóvia,30 de setembro de 1978) é uma voleibolista polonesa. Atuava tanto na posição de ponteira quanto na de oposta. É considerada uma das maiores jogadoras da história do voleibol da Polônia e se sagrou por duas vezes campeã do Campeonato Europeu.

## Vida Pessoal
Seus pais chamam-se Jack e Barbara, e tem uma irmã mais velha de nome Dorota. Em 1997 se formou no colégio Juliusz Słowacki, um dos mais prestigiados de Varsóvia.
Em 2004 casou-se com o voleibolista italiano Roberto Mogentale, com quem tem 1 filha (Michelle) nascida em 2009. .

## Títulos

#### Champions League
- Champions League 2004-05 - Asystel Novara
- Champions League 2005-06 - RC Cannes
- Champions League 2010-11 -Vakıfbank Istambul
- Champions League 2012-2013 - Vakıfbank Istambul

#### CEV Cup
- CEV Cup 1999-00 - Minetti Vicenza
- CEV Cup 2000-01 - Minetti Vicenza
- CEV Cup 2006-07 - CAV Murcia 2005

#### FIVB Club World Championship
- Qatar 2011 - Vakıfbank Istambul

#### Campeonatos Nacionais
- 1993/1994  Campeonato Polonês sub 18  Skra Warszawa
- 1994/1995  Campeonato Polonês sub 18  Skra Warszawa
- 1995/1996  Campeonato Polonês sub 18  Skra Warszawa
- 1996/1997  Copa da Polônia, MKS Andrychów
- 1996/1997  Campeonato Polonês, MKS Andrychów
- 1997/1998  Campeonato Polonês, MKS Andrychów
- 1998/1999  Copa da Polônia, Augusto Kalisz
- 1998/1999  Campeonato Polonês, Augusto Kalisz
- 2000/2001  Copa da Itália, Minetti Vicenza
- 2000/2001  Supercopa da Itália, Minetti Vicenza
- 2003/2004  Copa da Itália, Asystel Novara
- 2003/2004  Campeonato Italiano, Asystel Novara
- 2005/2006  Copa da França, RC Cannes
- 2005/2006  Campeonato Francês, RC Cannes
- 2006/2007  Supercopa da Espanha, CAV Murcia 2005
- 2006/2007  Copa da Espanha, CAV Murcia 2005
- 2006/2007  Campeonato Espanhol, CAV Murcia 2005
- 2007/2008  Supercopa da Espanha, CAV Murcia 2005
- 2007/2008  Copa da Espanha, CAV Murcia 2005
- 2007/2008  Campeonato Espanhol, CAV Murcia 2005
- 2010/2011  Campeonato Turco, Vakıfbank Istambul
- 2011/2012  Campeonato Turco, Vakıfbank Istambul
- 2012/2013  Copa da Turquia, Vakıfbank Istambul
- 2012/2013  Campeonato Turco, Vakıfbank Istambul
- 2013/2014  Copa da Polônia Chemik Police
- 2013/2014  Campeonato Polonês, Chemik Police
- 2014/2015  Supercopa da Polônia,  Chemik Police
- 2014/2015  Campeonato Polonês,  Chemik Police

## Condecorações
- 2005  Ordem da Polônia Restituta